# Parshvanatha

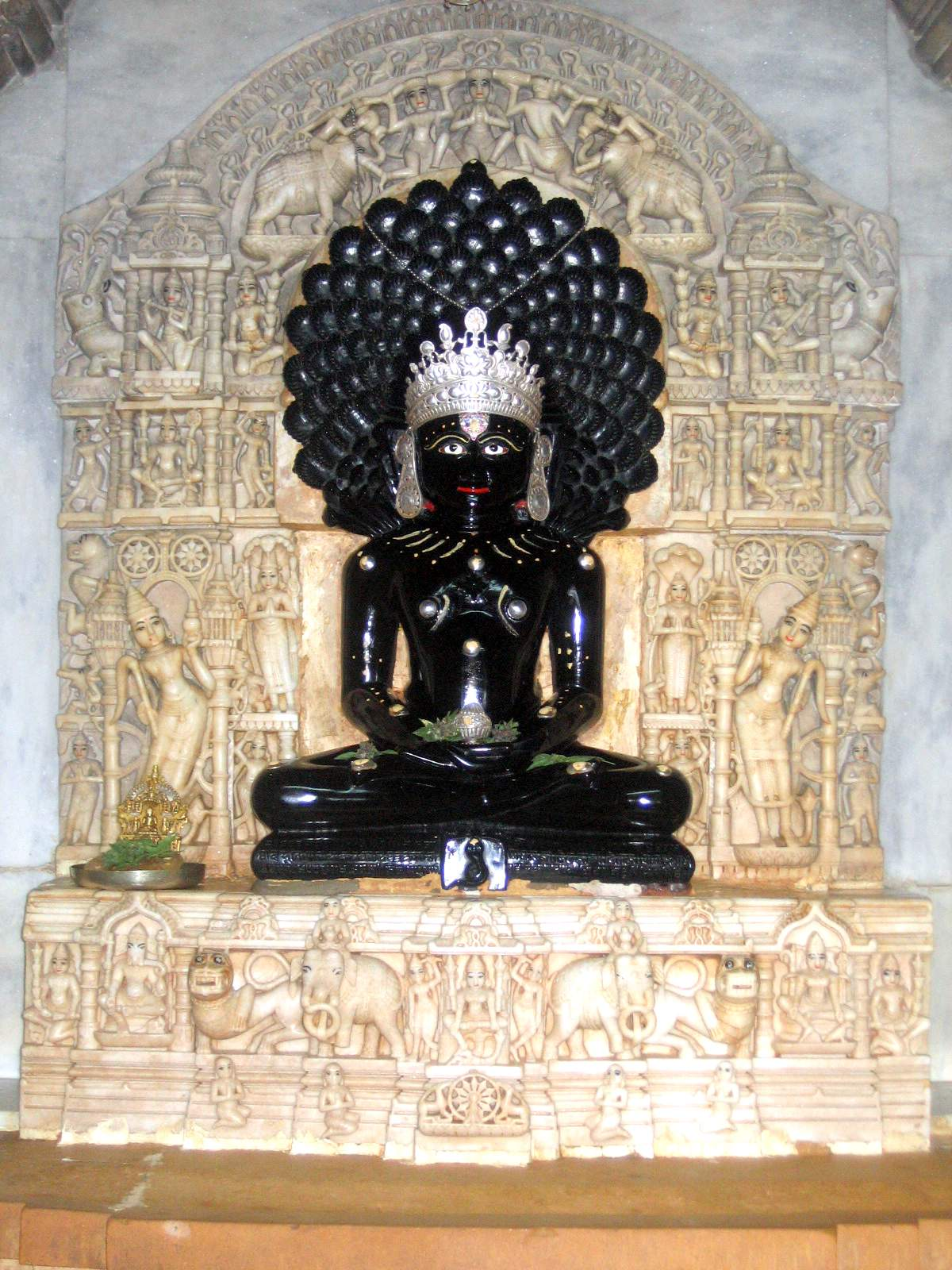
Parshvanath à Lodhruva près de Jaisalmer en Inde.

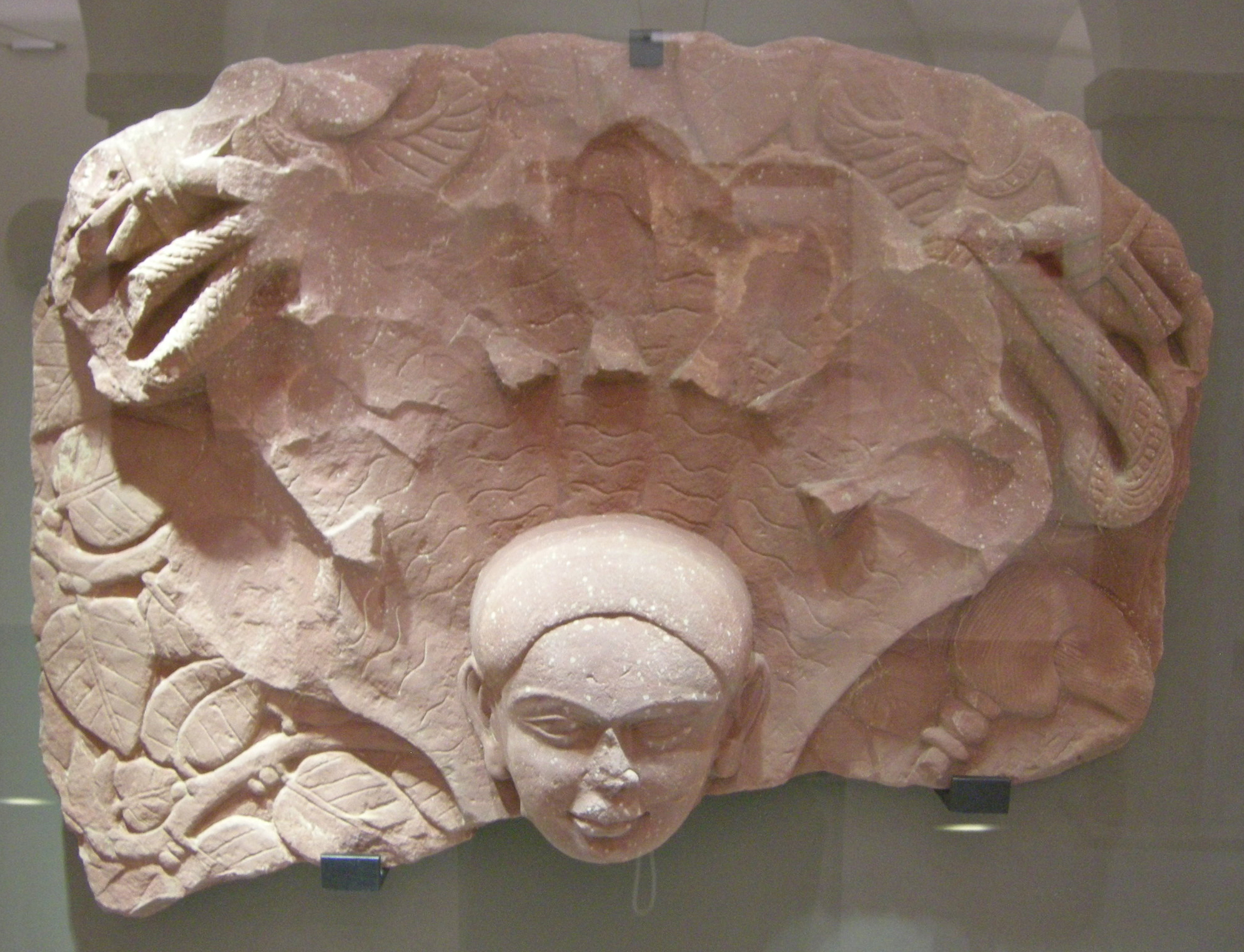
Parshvanatha.

Parshva appelé aussi Parshvanatha (IAST Pārśvanātha) est considéré par les Jaïns comme leur vingt-troisième Tirthankara, un Maître éveillé de notre époque. Parshva aurait vécu en Inde, et serait né à Bénarès au IXe siècle avant notre ère, l'archéologie ne confirme pas l'existence de ce lieu à l'époque. D'après les écritures jaïnes, les parents de Mahâvîra, le vingt-quatrième Tirthankara, suivaient ses enseignements. Les jaïns le représentent toujours avec une canopée de serpents au-dessus de sa tête car il aurait sauvé deux serpents du feu. Ceux-ci seraient devenus ensuite son Yaksha et sa Yakshini (ses serviteurs et ses gardiens). Son signe de reconnaissance au bas de ses statues est un cobra. D'après la tradition, il n'aurait exigé des adeptes que quatre vœux mineurs. C'est Mahavira qui aurait ajouté celui de chasteté. Parshva a fondé des communautés de moines et de nonnes qui ont existé pendant des siècles. Il a atteint le moksha comme de nombreux Tirthankaras au Mont Sammeda dans l'état actuel du Jharkhand.